# Слуховая трубка

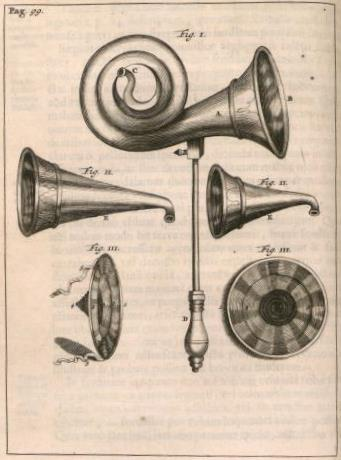
Слуховая трубка. Рисунок XVIII века

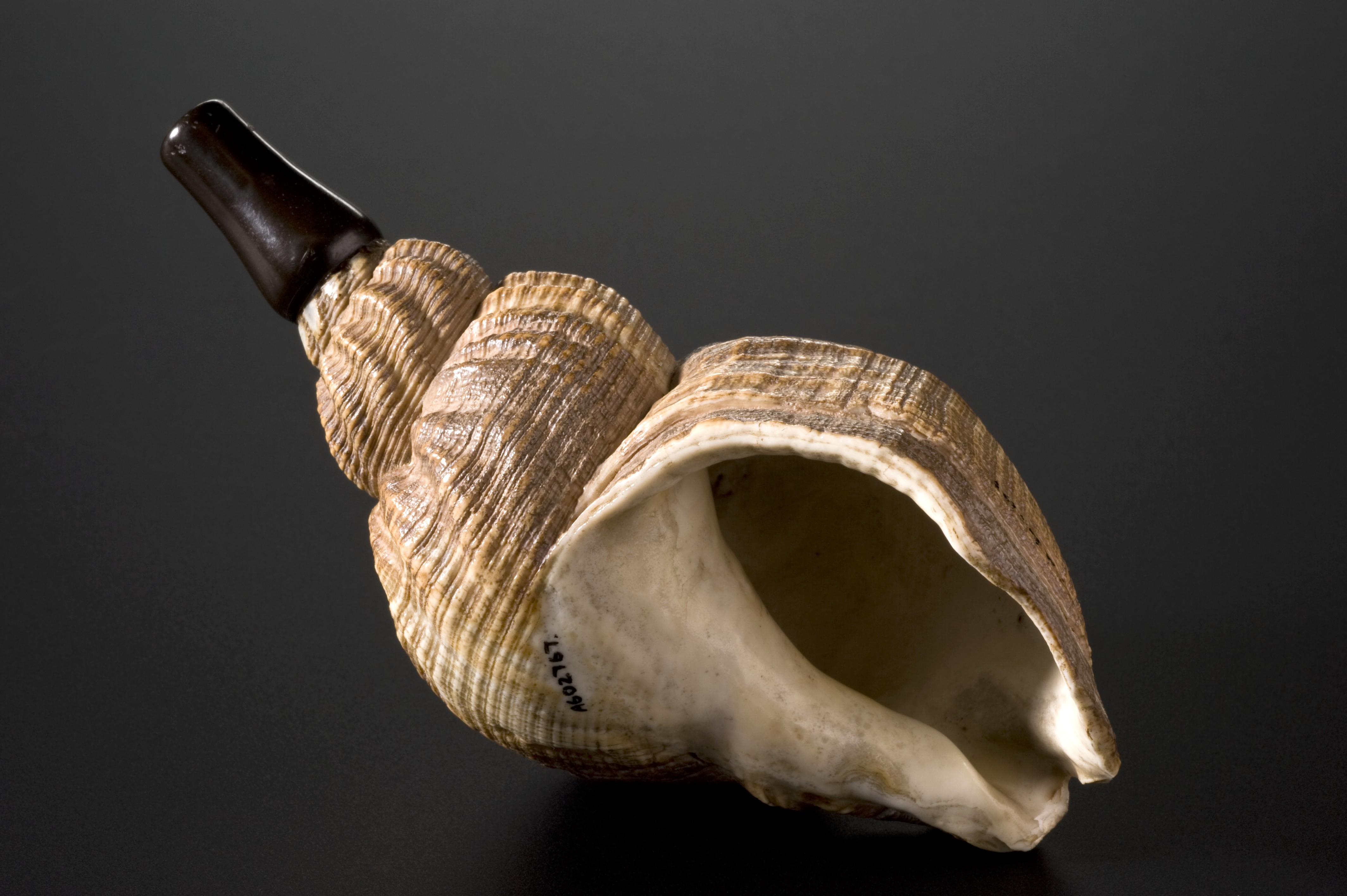
Слуховая труба из ракушки

Слуховая трубка, отофон, Слуховой рожок — прибор (изделие) для усиления слуха у слабослышащих людей. 
Прибор имеет форму рожка, трубы или воронки, которая собирает звуковые волны и направляет в ухо. Изготавливались из листового металла, серебра, дерева, раковин моллюсков и рогов животных. В настоящее время их сменили электронные слуховые аппараты, слуховыми трубами и сейчас продолжают пользоваться любители ретро и коллекционеры. 

## История
Использование слуховых трубок для слабослышащих восходит к XVII веку. Самое раннее описание слуховой трубки приводит французский иезуитский священник и математик Жан Лерешон в своей работе «Recreations mathématiques» (1634 год). Полимат Афанасий Кирхер описал подобное устройство в 1650 году.

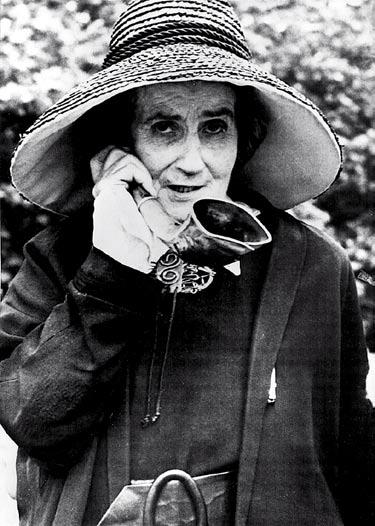
Мадам де Мерон со слуховой трубкой

К концу XVIII века их использование становится все более распространенным. Разборные конические слуховые трубки изготовлялись мастерами на разовой основе для конкретного клиента. Известные модели этого времени: трубка Таунсенда (изготовлена сурдопедагогом Джоном Тауншендом), трубка Рейнольдса (специально создана для художника Джошуа Рейнольдса) и трубка Добенэя.
Первая фирма, начавшая коммерческое производство слуховых трубок, была основана Фредериком К. Рейном в Лондоне в 1800 году. Кроме слуховых трубок Рейн также продавал слуховые вееры и переговорные трубы. Эти устройства помогали усилить звуки, оставаясь при этом переносными, хотя они и требовали поддержки из-за громоздкости. Позже в качестве слуховых аппаратов использовались небольшие ручные слуховые трубки и конусы.
В 1819 году Рейну было поручено разработать специальный акустический стул для больного короля Португалии Жуана VI. Трон имел богато украшенные резные подлокотники похожие на открытые пасти львов. Отверстия в подлокотниках действовали как приемники звука, откуда он передавался на заднюю часть трона, а затем через говорящую трубку достигали уха короля.
В конце 1800-х годов была изобретена акустическая трубка — гибкая трубка, имеющая на одном конце конус для улавливания звука и сужающаяся на другом конце для вставки в ухо.
Иоганн Непомук Мельцель начал производство слуховых трубок в 1810-х годах. В частности, он изготовил слуховые трубки для Людвига ван Бетховена, который в то время начинал глохнуть. Сейчас они хранятся в музее Бетховена в Бонне .
К концу XIX века становятся все более популярными скрытые слуховые аппараты. Рейн стал пионером многих известных устройств, в том числе «акустических ободков», в которых слуховой аппарат искусно скрывался в волосах или головных уборах. Aurolese Phones Рейна — это повязки различной формы, которые размещали возле уха звуковые коллекторы, усиливающие звук. Слуховые аппараты также могли скрываться в кушетках, одежде и аксессуарах. Это стремление к постоянно растущей невидимости часто сводилось к тому, чтобы скрыть инвалидность человека от общественности, а не помогать ему справиться со своей проблемой.

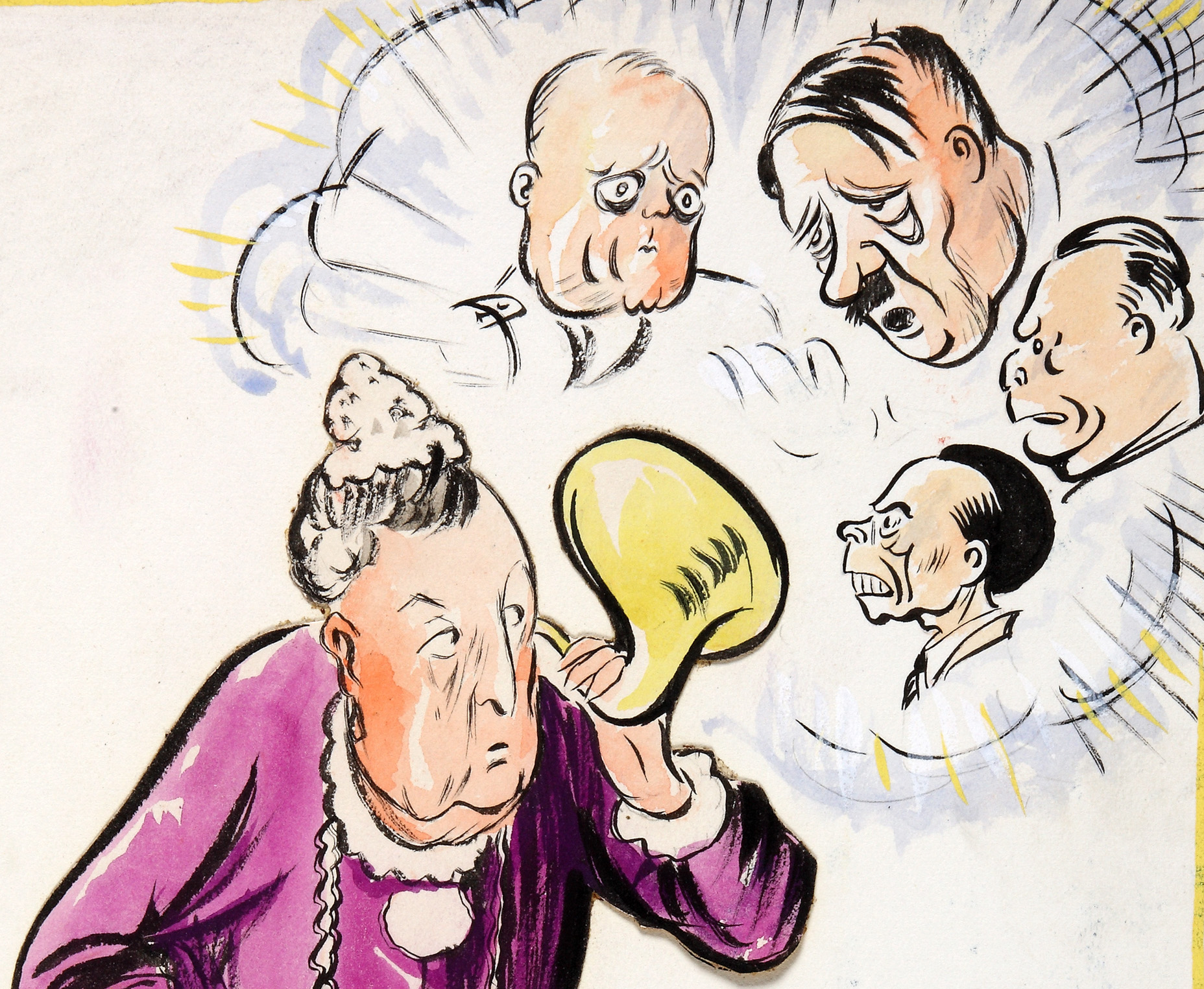
Юмор времён Второй мировой войны

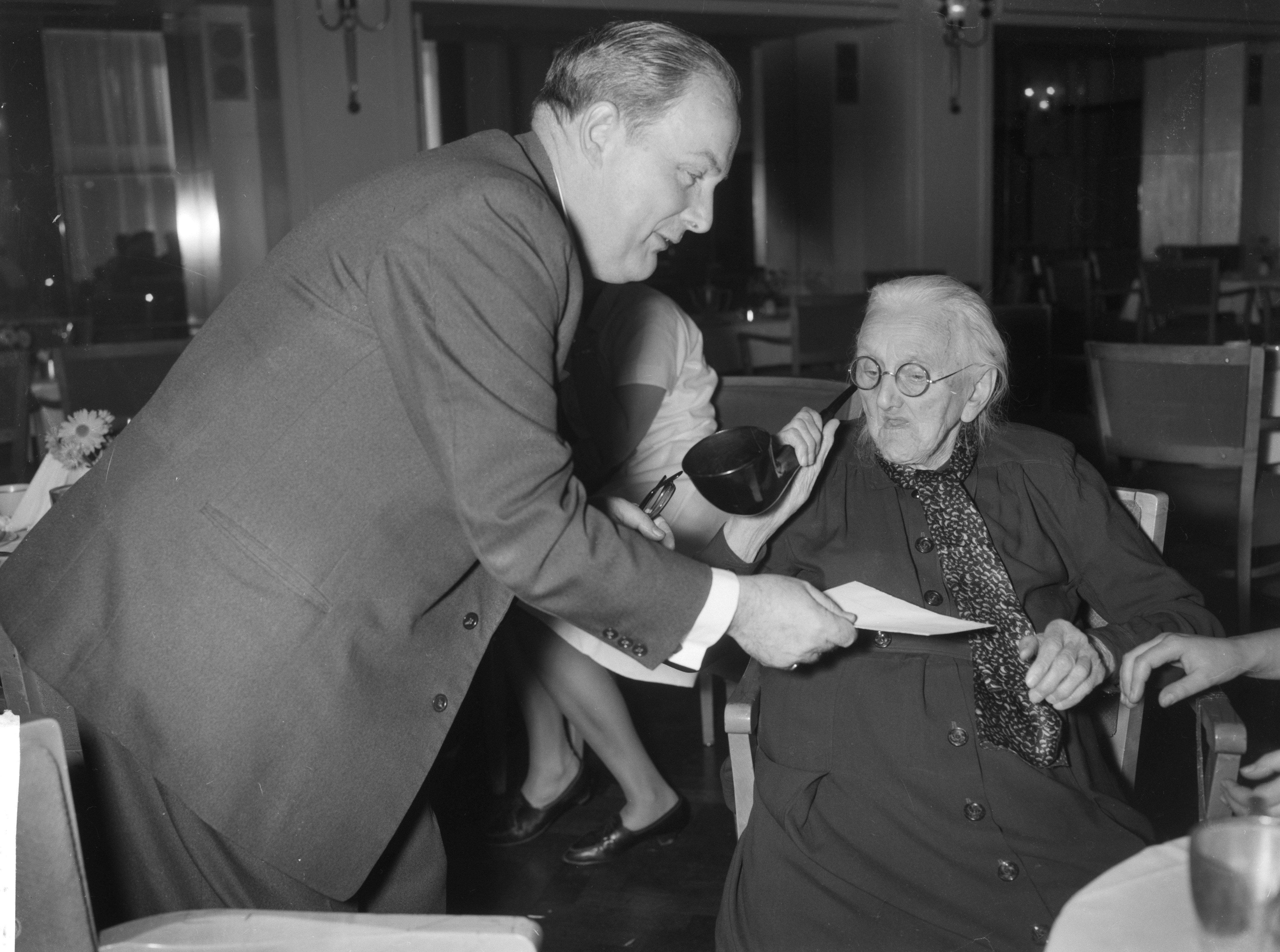
Человек со слуховой трубой (1961 год)

Слуховые трубы делали складные, замаскированные в мебели, замаскированные в головных уборах.
«F. C. Rein and Son of London» прекратили свою деятельность по производству слуховых трубок в 1963 году, став первой и последней специализированной компанией такого рода.